# Sulconazol
Sulconazol is een imidazoolderivaat. Het is een antimycoticum, een geneesmiddel werkzaam tegen gist- en schimmelinfecties van de huid en zwemmerseczeem (voetschimmel). Het doodt huidgisten en -schimmels en sommige huidbacteriën. Het is in nitraatvorm (sulconazol-nitraat) aanwezig in crèmes en lotions voor plaatselijke behandeling. Er is geen voorschrift nodig.
De meest voorkomende bijwerking van het gebruik van sulconazol is lichte irritatie (jeuk, branderigheid, hittegevoel). Minder vaak: roodheid, tintelingen, overgevoeligheidsreacties, blaasjesvorming.